# Kamigami no Itadaki
Kamigami no Itadaki (神々の山嶺) és un manga seinen de Jirō Taniguchi com adaptació d'una novel·la del mateix títol de Baku Yumemakura. La sèrie va ser prepublicada a la revista Business Jump entre 2000 i 2003 abans de ser recollida en cinc tankōbon per l'editorial Shūeisha.
Entre el Japó i el Nepal, el fotògraf alpinista Fukamachi, després d'haver descobert a Katmandú una càmera que s'assembla molt a la de l'alpinista anglès George Mallory, que va desaparèixer el juny de 1924 a la carena nord de l'Everest, comença una investigació quasi policial que el porta a resseguir els passos d'un escalador mític, Habu Jôji. Ell l'acompanyarà en la seva recerca de l'absolut, intentant respondre la pregunta: d'on ve aquesta necessitat d'escalar muntanyes, de pujar l'Everest?
Aquest llarg fresc destaca pel retrat que fa dede l' l'alpinisme en condicions extremes, tant tècnicament com històricament. Es desplega en blanc i negre, amb unes plaques inicials en color, els extensos paisatges alpins i sobretot de l'Himàlaia.

## Argument
Juny de 1993. En una botiga de Katmandú, un fotògraf d'alpinisme, Fukamachi, creu que ha trobat la càmera de George Mallory que va desaparèixer a l'Everest el 1924, quan se la roben. Durant la seva investigació per trobar el dispositiu, que podria certificar si George Mallory i Andrew Irvine van ser els primers a arribar al cim de l'Everest, Fukamachi coneix Habu Jôji. Aquest és un escalador extraordinari però amb un caràcter difícil. Va ser un alpinista destacat quinze anys abans, i després va desaparèixer completament. De tornada al Japó, a través d'arxius i trobades, Fukamachi reconstrueix el seu passat. Està especialment interessat en la carrera del seu rival Hase Tsuneo, arrossegat per una allau al K2 dos anys abans, que pot donar llum a la seva investigació. Després torna al Nepal seguint el rastre de la càmera de Habu i Mallory.
El personatge d'Hase Tsuneo està inspirat en Tsuneo Hasegawa, un conegut alpinista japonès.

## Adaptacions
- Una adaptació cinematogràfica en imatge real de la novel·la de Baku Yumemakura, Everesuto kamigami no itadaki (エヴェレスト 神々の山嶺), dirigida per Hideyuki Hirayama, va estrenar-se el 12 de març de 2016 al Japó.[2]

- Es va realitzar una adaptació en dibuixos animats el 2021 dirigida per Patrick Imbert, que va rebre el Cèsar a la millor pel·lícula d'animació l'any 2022.[3][4][5]

## Premis
- 2002: Premi a l'excel·lència de la categoria manga en la 5a edició del Japan Media Arts Festival[6]
- 2005: Premi de dibuix al Festival del Còmic d'Angulema[7]